# Macropsis africana
Macropsis africana är en insektsart som beskrevs av Metcalf 1966. Macropsis africana ingår i släktet Macropsis och familjen dvärgstritar. Inga underarter finns listade i Catalogue of Life.